# Swischtow

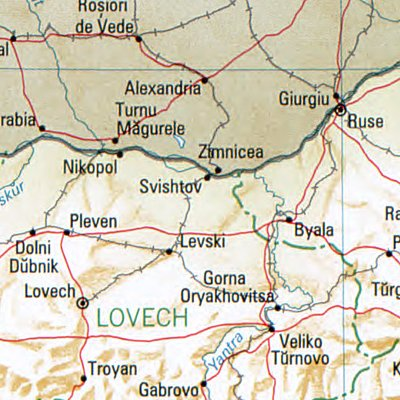
Swischtow – Bulgarien – Nachbarorte: Oresh, Nikopol, Plewen, Lewski, Bjala, Gorna Orjachowiza, Weliko Tarnowo, Gabrowo, Trojan, Lowetsch, Dolni Dabnik, Russe, Zimnicea, Giurgiu, Turnu Măgurele

Swischtow [sviʃˈtɔf] (transliteriert Sviŝov, bulgarisch Свищов, vereinzelt in alter Literatur Свѣщовъ,  Schreibweise bis 1945 Свищовъ; ehemals Sistova, lateinisch Novae) ist eine Stadt in Nordbulgarien, am rechten Ufer der Donau, 235 km nordöstlich von Sofia, gelegen.
In Swischtow erreicht die Donau ihren südlichsten Punkt (430,37'N). Die Stadt hat 17.355 Einwohner (Stand: 31. Dezember 2024).

## Geschichte
Swischtow war unter dem Namen Novae ursprünglich eine römische Festung des Donaulimes. Ab Mitte des 1. Jahrhunderts n. Chr. stand hier eine Festung der hier stationierten Legio VIII Augusta. Später war die Legio I Italica hier stationiert.
Novae diente als Basis für unzählige Feldzüge der Römer zur Abwehr barbarischer Stämme, letztmals für die Balkanfeldzüge des Maurikios von 591 bis 602. Aus Münzfunden ergibt sich, dass Novae frühestens 613 von den Slawen zerstört worden sein kann.
Swischtow wurde infolge der osmanischen Invasion fast zerstört. 1791 wurde dort der Frieden von Swischtow unterzeichnet, der die österreichisch-osmanische Grenze festlegte. 1810 wurde die Stadt von den einfallenden Russen niedergebrannt. Aber schon 1820 wuchs die Stadt unter osmanischer Herrschaft erneut, und der Fährverkehr auf der Donau brachte der Stadt wieder Wohlstand. Die rumänische Stadt Alexandria wurde von Flüchtlingen aus Swischtow nach dem Russisch-Türkischen Krieg von 1828 bis 1829 gegründet (siehe auch Türkenkriege).
Im Russisch-Osmanischen Krieg (1877–78) überquerten die russischen Truppen die Donau in der Nähe von Swischtow, eroberten diesen von den Osmanen und damit ist sie die erste Stadt in Bulgarien, die befreit wurde.
Am 23. und 24. November 1916 überschritten Truppen der Mittelmächte die Donau bei Swischtow; zwei Wochen später eroberten sie Bukarest.
Beim Erdbeben von Vrancea 1977, welches in Bulgarien auch als „Schiwtow-Erdbeben“ bekannt ist, starben über 100 Personen und hunderte wurden verletzt.
Die Stadt ist seit 2005 Namensgeber für die Svishtov Cove, eine Bucht der Livingston-Insel in der Antarktis.

## Fernradweg
Die Stadt liegt am Donauradweg, einem internationalen Fernradweg.

## Persönlichkeiten
- Nikolaj Pawlowitsch (1835–1894), Maler
- Kirjak Zankow (≈1847–1903), Revolutionär und Politiker
- Aleko Konstantinow (1863–1897), Schriftsteller, berühmt wegen seiner Figur Baj Ganjo, eine der populärsten Figuren in der bulgarischen Literatur.
- Amwrosij Paraschkewow (1942–2020), orthodoxer Geistlicher, Metropolit der Diözese Dorostol der Bulgarisch-Orthodoxen Kirche und Mitglied des Heiligen Synods
- Zanko Zwetanow (* 1970), Fußballspieler

## Galerie

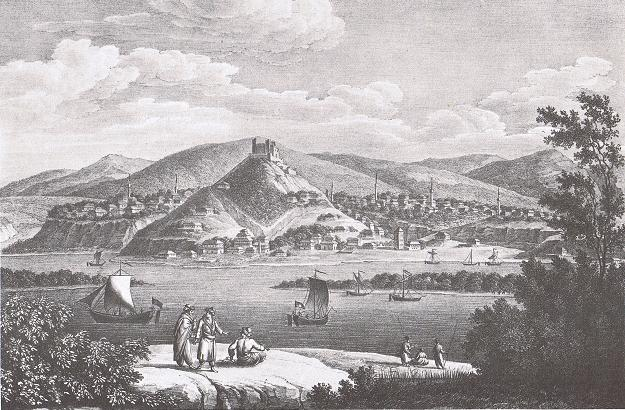
Swischtow im Jahr 1824
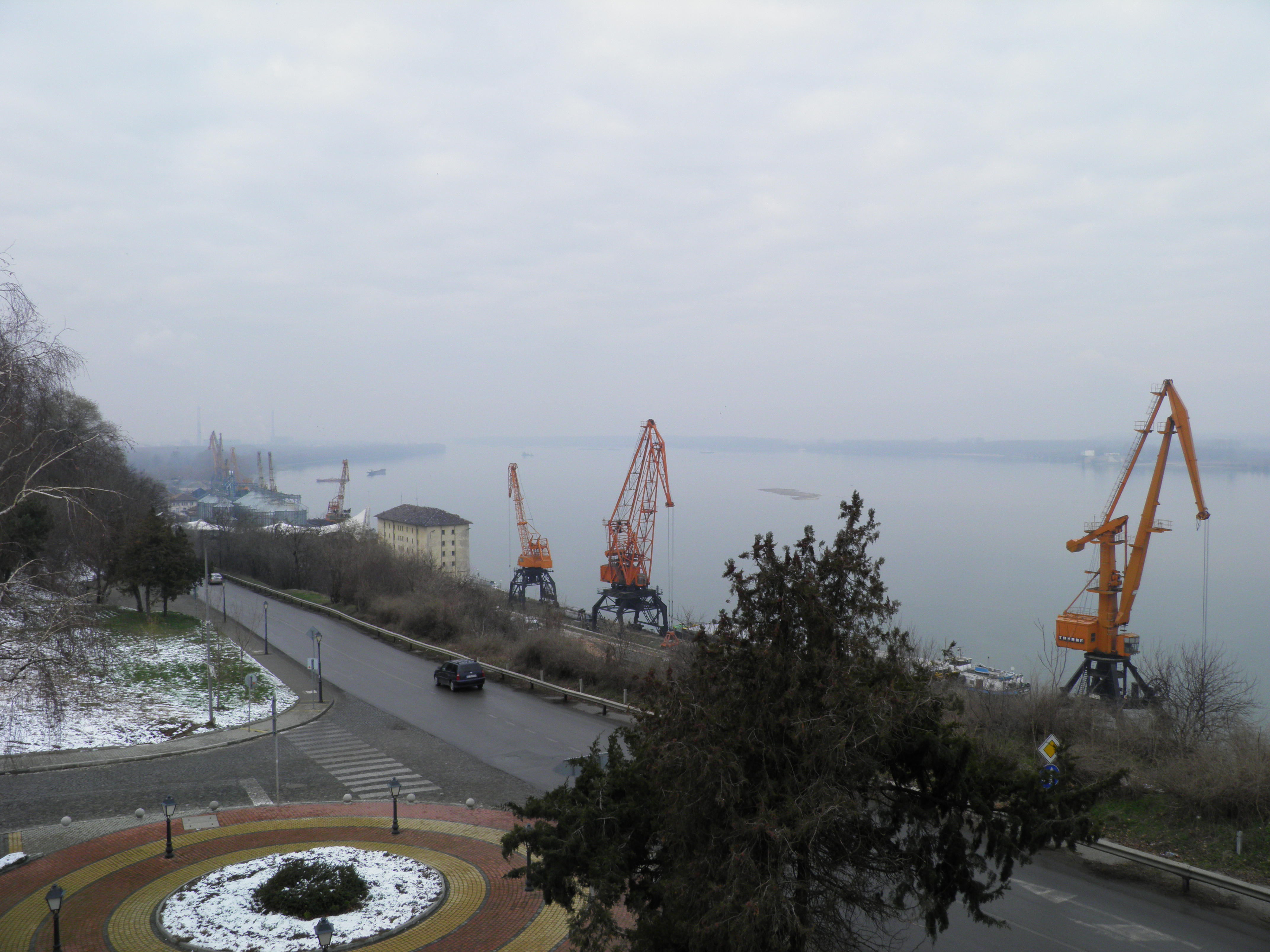
Port Swischtow
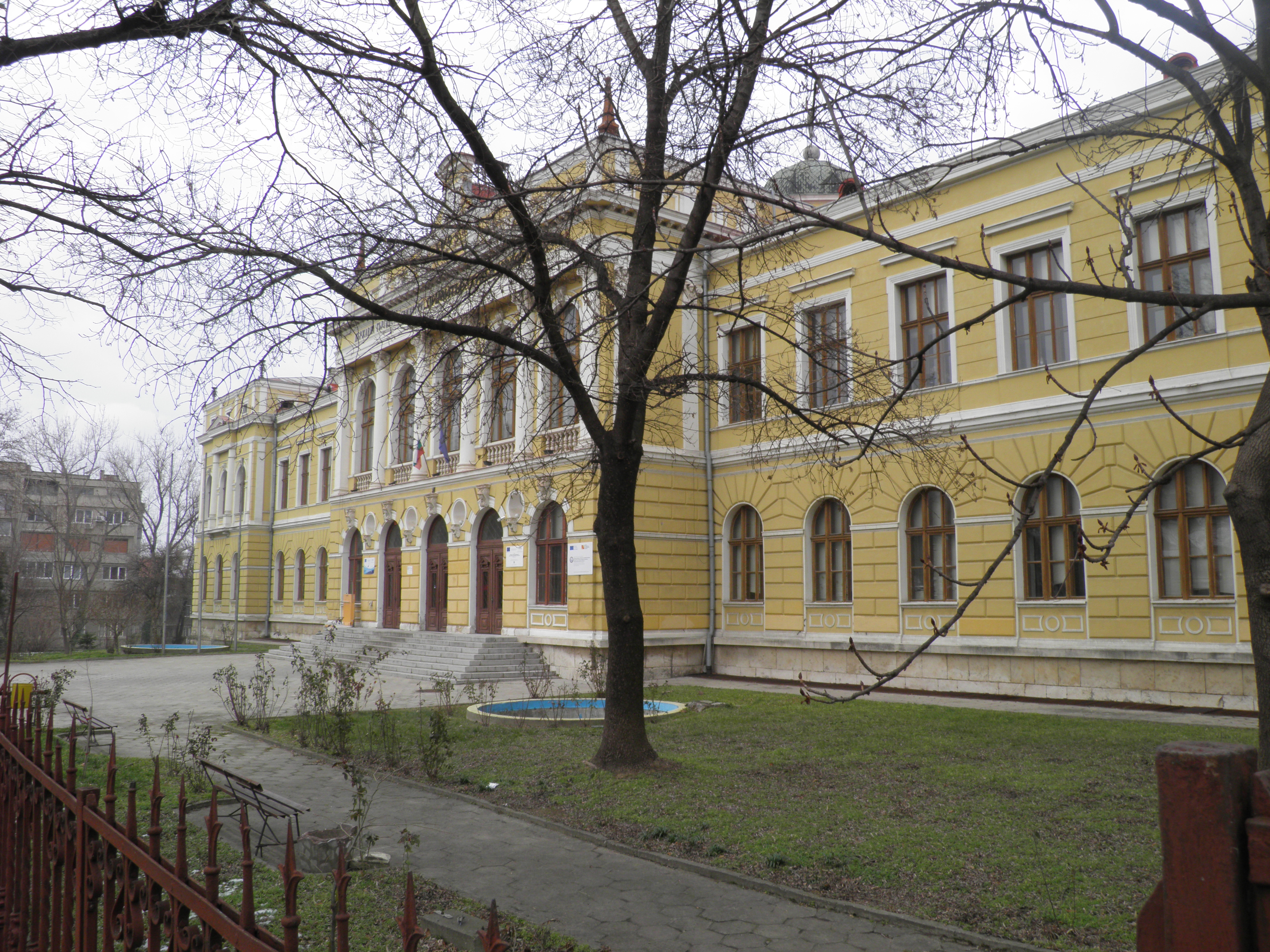
Staatsgewerbeschule
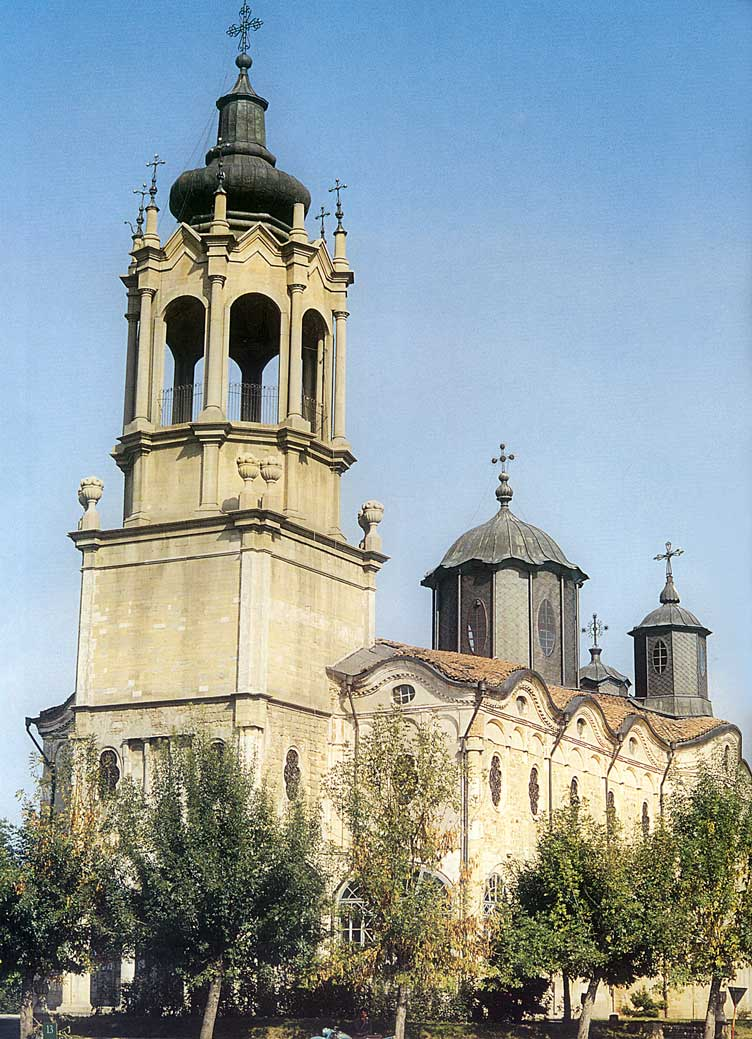
Orthodoxe Kirche „Heilige Dreifaltigkeit“
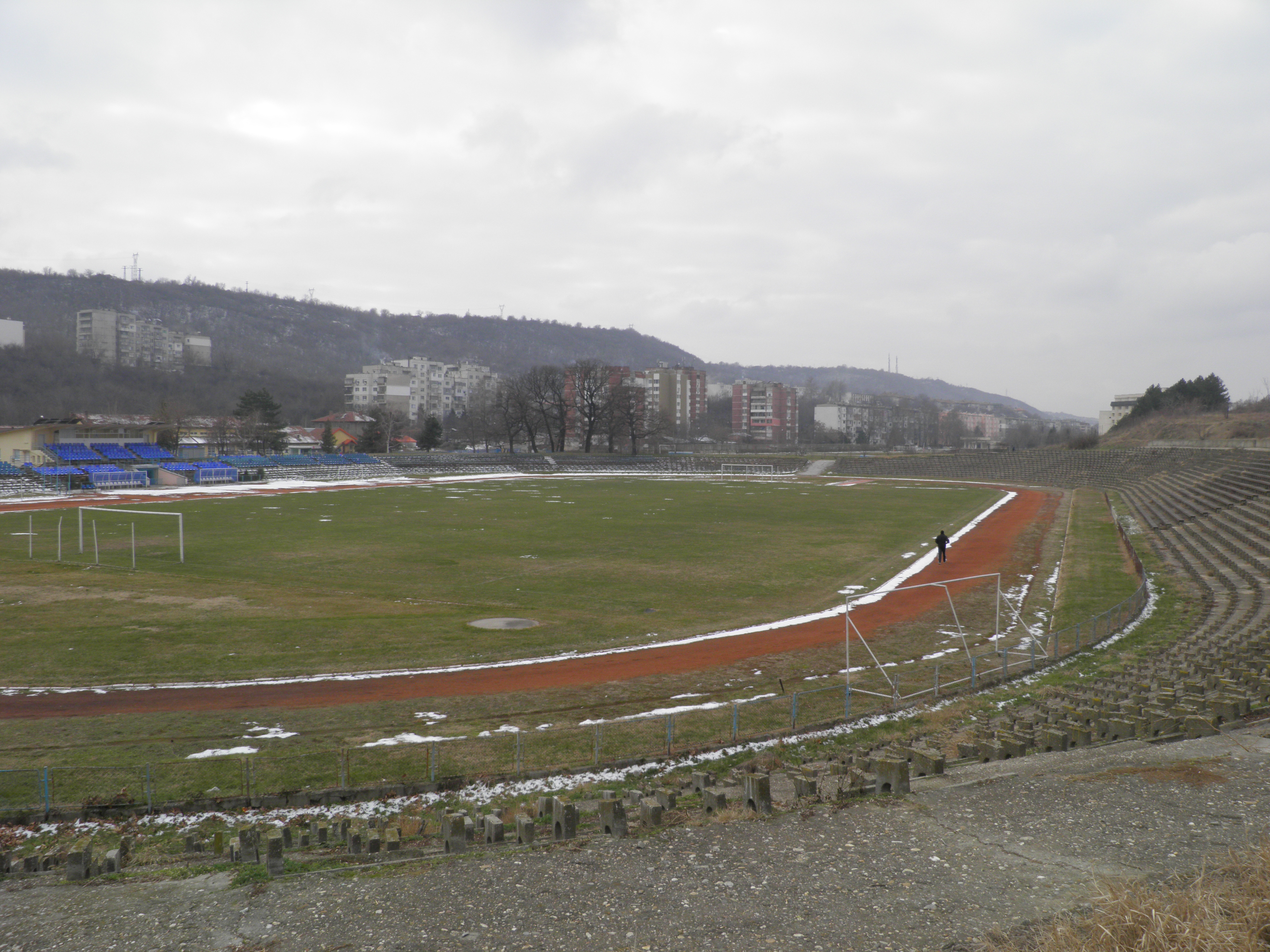
Akademik-Stadion
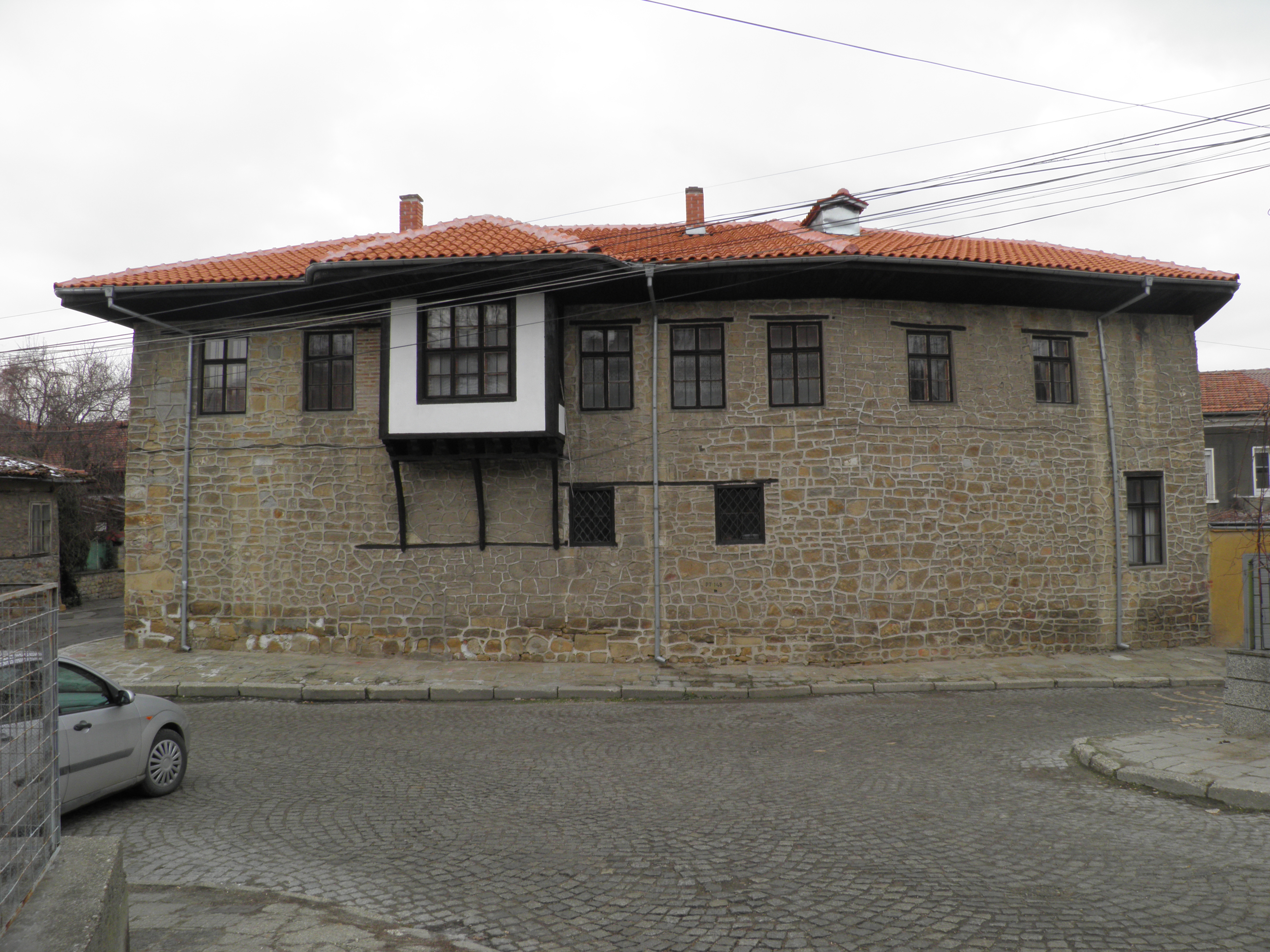
Ethnografisches Museum
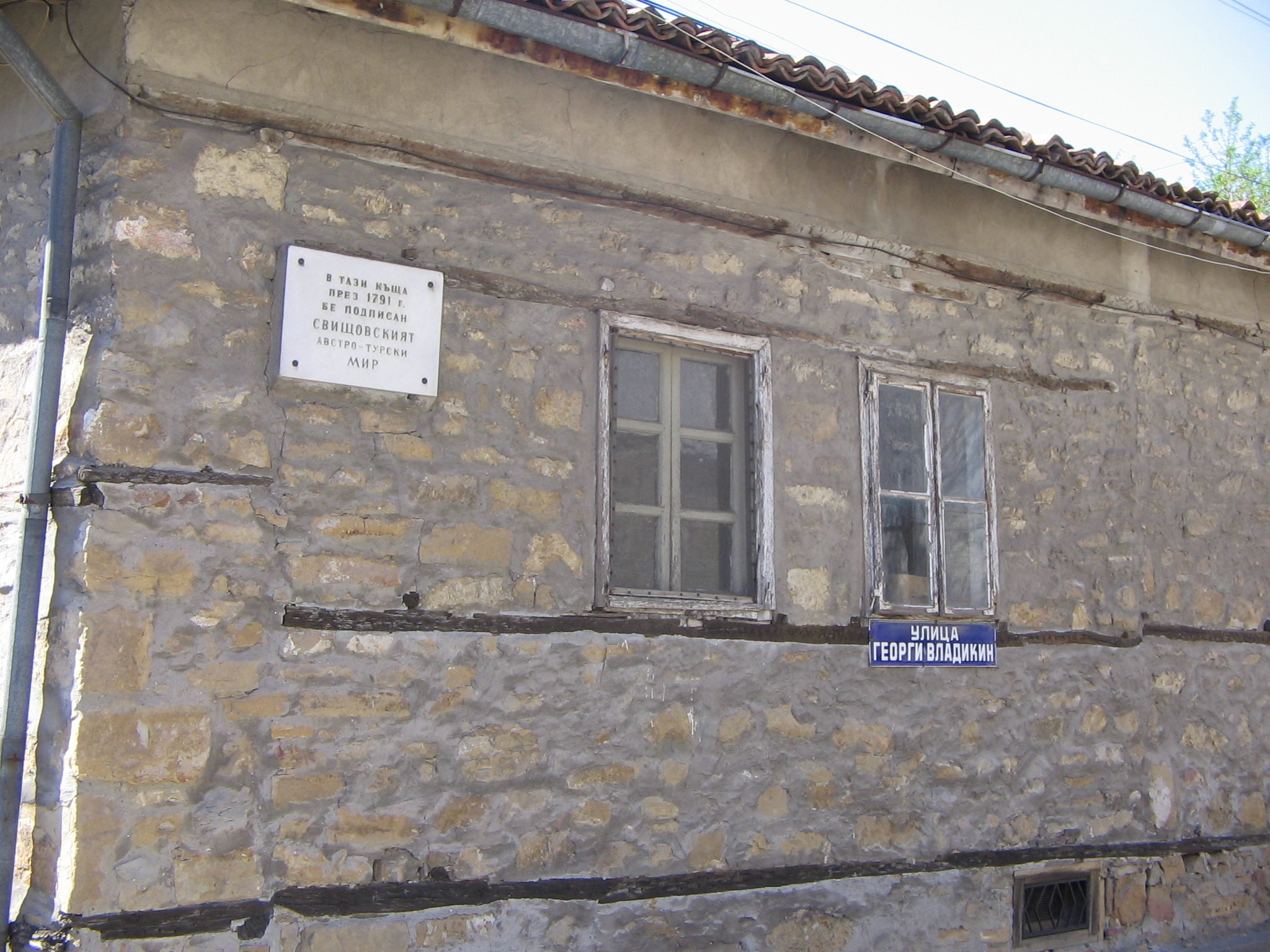
Haus mit der Gedenktafel wo 1791 der Frieden von Swischtow unterzeichnet wurde